# Swansea (Wales)
Swansea város az Egyesült Királyságban, a Walesi Hercegségben. Wales 2. legnagyobb városa. A City and County of Swansea lakossága 239 ezer fő volt 2011-ben.

## Nevezetes szülöttei
- Ivor Allchurch, focista
- Kevin Allen, színész és rendező
- John William Charles, focista
- Lillian May Davies, (Lillian hercegnő, Svédország)
- Mervyn Davies, rögbijátékos
- Russell T Davies,
- Spencer Davis, zenész
- Clive W. J. Granger,
- Ron Griffiths, zenész
- William Grove,
- Leigh Halfpenny, rögbijátékos
- Pete Ham, zenész
- John Hartson, focista
- Michael Heseltine, politikus
- Margaret John, színész
- Alun Wyn Jones, rögbijátékos
- John Dillwyn Llewelyn,
- Geoffrey Lloyd,
- Matt Ryan, színész
- Owen Teale, színész
- Dylan Thomas,
- Bonnie Tyler,
- Catherine Zeta-Jones
- Richter József Jr. artista